# Críspulo Avecilla
Críspulo Avecilla (n. Toledo, julio de 1828) fue un grabador y cincelador español.

## Biografía
Natural de Toledo, nació en los primeros días de julio de 1828. Se formó en el arte del dibujo en la Academia de Santa Isabel de aquella capital, de la que años más tarde sería designado ayudante de la clase de dibujo por la Junta de Amigos del País de Toledo. El 17 de mayo de 1842, y por oposición, ingresó en la Fábrica de Armas de Toledo.
En las ediciones de 1848, 1862 y 1864 de la Exposición Nacional de Bellas Artes, celebradas en Madrid, fue premiado con mención honorífica por un sable cincelado y grabado, una daga y una espada árabe. También obtuvo una medalla de progreso en la Exposición Universal de Viena, así como una medalla con el busto del rey de Italia y el nombre del artista por un cuchillo de monte labrado.
En abril de 1876, se estableció por su cuenta en Toledo, y fundó allí una fábrica de la que salieron numerosas obras. Entre las primeras que realizó, figuraban varios montantes de las rejas de la catedral de Toledo en hierro repujado; cuatro candelabros al estilo del Renacimiento, de tres metros de altura para la escalera principal del alcázar; dos llamadores de bronce, también al estilo del Renacimiento, para la puerta principal; un escudo y cuatro vichas para el pedestal de la estatua del patio; unas cubiertas de chapa de hierro cinceladas y repujadas con incrustaciones de oro y plata, también como en el Renacimiento, para encuadernar el título de marqués de San Román, y, finalmente, otras cubiertas de chapas de hierro cinceladas y repujadas con retratos e incrustaciones de oro y plata renacentistas hechas por encargo de la Biblioteca Nacional para guardar el testamento de Isabel la Católica.